# Recanto das Aves
O Recanto das Aves é um criatório brasileiro, fundado em 2000, em Colina, região interiorana de São Paulo. Apesar de o intuito principal do criatório ser a comercialização, trata-se também de uma área de preservação de espécies e cuidados com animais apreendidos de traficantes e cativeiros ilegais. Desde sua fundação, diversos animais apreendidos pelo IBAMA passaram pelo criatório, porém, atualmente, cria-se apenas aves silvestres e cavalos Paint Horse. O criatório é considerado o maior do Brasil e um dos maiores da América Latina.

## Aves
As aves criadas no Recantos das Aves são:
- Arara Canindé - Ara ararauna
- Araracanga - Ara macao
- Arara Vermelha - Ara chloropterus
- Ararajuba - Guaruba guarouba
- Papagaio Verdadeiro - Amazona aestiva

entre outros